# Caroline Molinari
Caroline Molinari de Barros (São Paulo, 10 de dezembro de 1994) é uma atriz e modelo brasileira que ficou conhecida pela personagem Narizinho na série Sítio do Picapau Amarelo.

## Filmografia

### Televisão
| Ano       | Título                   | Papel            |
| --------- | ------------------------ | ---------------- |
| 2004–2005 | Sítio do Picapau Amarelo | Narizinho        |
| 2006      | O Profeta                | Júlia            |
| 2008      | Revelação                | Júlia Souza      |
| 2009      | Vende-se um Véu de Noiva | Manuela Marques  |
| 2013      | Carrossel                | Melissa Ferreira |